# Yùnzhuǎnshǒu zhī liàn

Yùnzhuǎnshǒu zhī liàn (en chinois 運轉手之戀, traduisible en français par « Le Chauffeur de taxi ») est un film taïwanais réalisé par Chang Huakun et Chen Yi-wen (en), sorti en 2000.  

## Synopsis
Le père de Su Daguan possède une compagnie de taxis et il grandit dans cet environnement avec toujours des chauffeurs de taxi qui trainent dans la maison/bureau familial. Il ne va alors s'intéresser qu'aux voitures et à pouvoir passer son permis. Il devient à son tour chauffeur. Il mène alors sa vie de taxi, ne s'intéressant pas vraiment à autre chose jusqu'au jour où il a un coup de foudre pour une policière de la circulation qui l'a arrêté pour excès de vitesse. Il commet alors de multiples infractions routières pour la revoir et la séduire.

## Fiche technique
- Titre original : Yùnzhuǎnshǒu zhī liàn, 運轉手之戀 (litt. « Le Chauffeur de taxi »)
- Réalisation : Chang Huakun et Chen Yi-wen (en)
- Scénario :
- Ingénieurs du son :  Tu Duu-chih et Lin Hsiu-Jung[1]
- Maquillage et costumes :  Liao Su-Jen[1]
- Producteurs : Chang HuaKun[1] , Lee You-ning[1] , Shun-ching Chui[1], Huang Lin-Shyang[1]
- Genre : comédie
- Durée : 94 minutes[1]
- Pays d'origine :  Taïwan
- Lieux de tournage : Taiwan,
- Date de sortie : Taiwan : 2000

## Distribution
- Rie Miyazawa
- Chung-Heng Chu
- Tai Bo
- Joyce H. Cheng
- Vega Tsai
- Chao-Bin Su
- Tsung Sheng Tang
- Leon Dai
- Hsin-Ling Chung
- Wei-Ming Wang
- Hsin Shao
- Chun-hao Tuan
- Chuan Wang
- I-Chen Ko
- Shao-Wen Yang
- Chen-Nan Tsai
- Yueh-Hsun Tsai
- Phoenix Chang
- Li-Chun Lee
- You-Ning Lee
- Feng-Ying Lin

## Récompenses et nomination
Le film a reçu le prix du Meilleur second rôle et le prix du jury des Golden Horse Film Festival and Awards (Taïwan) en 2000 .
Il fut présenté par Taiwan pour concourir pour l'Oscar du meilleur film international à la 74e cérémonie des Oscars mais ne fut par retenu dans les nommés,. 

## Festivals
Le film fut présenté dans différents festivals : 
- en 2001, festival international du film de Busan (section Fenêtre sur le cinéma d'Asie)[1], festival international du film d'Hawaï[1], festival du film Asie-Pacifique[1], festival du film asiatique de Fukuoka[1], festival international du film de Vancouver[1] ;
- en 2002, festival du film de New Port Beach[1], festival du film de Los Angeles[1], festival international du film  Cinemanila (en)[1] (Philippines), festival du film asiatique de San Diego (en)[1].

## Voir également
- Cinéma taïwanais
- Liste des candidatures au 74e Oscar du meilleur film en langue étrangère (en)